# 日枝神社 (横浜市鶴見区)
日枝神社（ひえじんじゃ）は、神奈川県横浜市鶴見区矢向にある神社。地名を冠して矢向日枝神社（やこうひえじんじゃ）とも称される。

## 概要
寛永15年（1638年）、大津の日吉大社から勧請して創建、「山王権現」「山王社」などと称され、古は矢向村、市場村、江ヶ崎村、塚越村、古川村、下平間村、上平間村の七ヶ村の鎮守神であった。
過去には鶴見川や六郷川の氾濫で度々社殿が破損したが、天保14年（1843年）に再建し、明治6年（1873年）に村社に列せられ、山王社を改め「日枝神社」と改称した。
明治42年（1909年）12月1日、無格社十二柱、神明社、稲荷社の3社を併合の上、大正11年（1922年）10月6日に神饌幣帛料供進社に指定された。

## 祭神
- 大山咋命
- 天御中主神
- 豊受比売命
- 天津神七柱
- 国津神五柱

## 文化財
- 土師流郷神楽 (はじりゅうさとかぐら) - 宮司家伝来の土師の舞。（横浜市認定無形文化財）
- 大いちょう（横浜市名木・古木指定）
- 勝海舟揮毫の扁額（一面）
- お神輿（文化7年（1810年））